# Лу Хуејхуеј
Лу Хуејхуеј (кин: 吕会会; Синсјанг, 26. јун 1989.) кинеска је атлетичарка који се такмичи у бацању копља. Освојила је сребрну медаљу на Светском првенству 2015. и бронзану на Светским првенствима 2017. и 2019.
Хуејхуеј је оборила азијски рекорд 2012. са хицем од 64,95 м. Она је овај рекорд побољшала на 66,13 м 2015. и потом на 67,59 м 2017. На такмичењу у Шенјангу 2019. бацила је копље 67,98 метара, што је и данас рекорд Азије.

## Каријера
Рођена у Синсјангу у провинцији Хенан, почела је да учествује у такмичењима у бацању копља као тинејџерка. 2005. године била је пета на државном првенству за младе и била је вицешампионка на државном првенству средњих школа. Лу је почела да похађа Универзитет Џенгџоу 2007. Повратком на такмичење 2010. године (последња година студија у Џенгџоу) освојила је универзитетску титулу хицем од 55,35 метара. Почела је да похађа Институт за физичко васпитање у Вухану 2011. и да тренра бацање копља под новим тренером Лу Гангом.
2012. Хуејхуеј је свој лични рекорд поправила за преко пет метара бацивши 63,78 м. Освојила је пето место у финалу олимпијског бацања копља у Лондону 2012.
Лу је почетком 2013. оборила азијски рекорд хицем од 65,62 м. У априлу 2014. ИААФ је објавила да је Лу била позитивна на забрањену супстанцу на такмичењу на којем је поставила азијски рекорд и да зато треба да одслужи једногодишњу казну суспензијом од свих такмичења од 24. маја 2013. до 23. маја 2014.
На Светском првенству 2015. освојила је сребрну медаљу хицем од 66,13 м, што је тада био нови азијски рекорд.
Такмичила се на Олимпијским играма 2016. и завршила на 7. месту.
2017. је освојила бронзану медаљу на Светском првенству, хицем од 65,26 м. 2019. је освојила још једну бронзану медаљу, и то на Светском првенству у Доху, хицем од 65,49 м.